# Pucón
Pucón is een gemeente in de Chileense provincie Cautín in de regio Araucanía. Pucón telde 28.523 inwoners in 2017 en heeft een oppervlakte van 1.249 km².